# Armand Gonzalez
Armand Gonzalez Jr, musicien Français né à Béziers. Membre actif du groupe 69, il joue sous le nom de Château Bandit , il a été également le leader du groupe Sloy.

## Biographie
Né avec un trouble de la parole, la dyslalies, ses parents découvrent qu'il a l'Oreille absolue alors qu'il est à peine âgé de 8 ans. 
Il découvre le post-punk et la new wave grâce à son frère ainé avec qui il partage la même chambre.
Armand Gonzalez Junior commence la guitare à l'âge de 11 ans et la musique devient rapidement son centre d'intérêt principal, devançant sa passion pour le Football le BMX ou encore le skate. Les influences qu'il revendique le plus souvent sont : Joy Division, The Cure, Public Image Limited, Talking Heads, Echo and the Bunnymen.
Son jeu de guitare a comme particularité l'utilisation d'une fine plaque d'aluminium enchevêtrée entre ses cordes, lui assurant une rythmique mélangeant sonorités et percussions.

## Sloy
Il rencontre Virginie Peitavi, qui deviendra sa femme, et Cyril Bilbeaud en 1989. Sloy voit le jour à Béziers en 1990. Le groupe est signé en 1994 par le label rennais Rosebud. 
Les deux premiers albums sont enregistrés par Steve Albini, producteur à l'époque de Nirvana, Pixies ou encore The Jesus Lizard.
Armand Gonzalez est le principal compositeur du groupe et assure le chant et la guitare. Certaines chansons, et un album entier (Electrelite), sont composés par lui seul. Il co-produit l'album Electrelite avec Peter Deimel.
Après le succès commercial du single Pop, Sloy est devenu, un des groupes indépendants les plus respectés de la scène rock française.

## Sabo
Sabo est formé en 2004 de Virginie Peitavi et Rémi Saboul, guitariste de Drive Blind. Le groupe sort en 2007 un unique album intitulé 8 saisons à l'ombre. Très influencé par des consonance cinématographiques, Armand Gonzalez joue exclusivement de la guitare acoustique et chante en français.

## 69
En 2007, il s'accompagne une nouvelle fois de Virginie Peitavi  pour créer un duo electronica/new wave sous le nom de 69.
Le duo sort un premier album, Novorock, en 2007, et un second album, "Adulte" en 2013. Ce dernier est considéré comme le plus sombre de sa carrière.
Avec une boîte à rythmes,Roland CR-78, une guitare baritone, et un Moog Rogue, Armand Gonzalez et Virginie Peitavi créent une musique au rythme binaire, cahotante et répétitive à laquelle se mêle le chant particulier d'Armand Gonzalez qui utilise deux micros dans deux tonalités différentes.

## CorleOne
Il s'associe en 2010 avec deux membres du groupe Dionysos, Éric Serra-Tosio et Stéphan Bertholio, pour former CorleOne, un trio de  garage rock.
Leur premier album appelé également CorleOne sort en 2011. Le morceau King Size Me est utilisé pour une campagne publicitaire de McDonalds.
Leur second album Acid sort en 2014.

## Château Bandit
Chateau Bandit est un projet musical qui se produit dans des lieux atypique, communément appelé Urbex, Exploration urbaine. Armand Gonzalez est accompagné de Virginie Peitavi, un E.P sort en 2015. 

## Autres activités
En 1998, il participe à l'album de remix de Noir Désir intitulé One Trip/One Noise. Il y remixe le morceau Les Écorchés.
En 2001, Armand Gonzalez part en tournée avec Miossec en tant que guitariste. Il s'ensuit l'enregistrement de l'album Brûle. Armand Gonzalez écrit ou collabore à certains titres.
Une ambiance exécrable et des histoires de royalties clôturent leur relation en 2002.
C'est sous le nom de Sonic Armada qu'il produit les albums de 69 ; il utilise également ce nom pour ses DJ set.
Il monte en 2009 son propre label Lowmen.
Des marques tel que McDonald's ou encore Garnier (cosmétique) lui confient la composition de plusieurs spots publicitaires.
Sa carrière musicale est très appréciée du réalisateur de cinéma français Fabrice Gobert qui en créant la série sur Canal+ Les Revenants (série télévisée) choisit 2 morceaux de sa discographie pour illustrer des scènes : King size de Corle One et Pop de Sloy.

## Discographie
- Plug (Sloy, 1995) ;
- Planet of Tubes (Sloy, 1996) ;
- Electrelite (Sloy, 1998) ;
- 8 saisons à l'ombre (Sabo, 2006) ;
- Novorock (69, 2009) ;
- CorleOne (CorleOne, 2011) ;
- Adulte (69, 2013).
- Acid (CorleOne, 2014)
- Château Bandit (Château Bandit, EP, 2015)
- Heroic (69, 2016)